# Verres vernicatus
Verres vernicatus is een keversoort uit de familie Passalidae. De wetenschappelijke naam van de soort is voor het eerst geldig gepubliceerd in 1897 door Casey.